# Allan Erdman
Allan Erdman, född 11 juli 1933 i Velikije Luki, är en före detta sovjetisk sportskytt.
Erdman blev olympisk silvermedaljör i gevär vid sommarspelen 1956 i Melbourne.